# Liste der Bischöfe von Ourense
Die folgenden Personen waren Bischöfe von Ourense (Spanien):
- Witimiro (ca. 570)
- Lupato (um 589)
- Theodor (um 610)
- David (um 633 bis 638)
- Gaudisteo (um 646 bis 650)
- Somna (um 653 bis 655)
- Alario oder Hilario (um 675 bis 683)
- Maydo (−802)
- Adulfo (um 820)
- Sebastian (877–881)
- Genserico (um 884)
- Sumna (886–890)
- Egila (um 900)
- Esteban (um 905)
- Heiliger Asurio (ca. 915–922)
- Diego I. (942–958)
- Freduífo (962)
- Gonzalo (964)
- Diego II. (974–977)
- Vimarano (ca. 986)
- Edoronio (1071–1088)
- Pedro (1088–1096)
- Diego III. (1100–1132)
- Martín (1132–1156)
- Pedro Seguín (1157–1169)
- Adán (1169–1173)
- Alfonso (1174–1213)
- Fernando Méndez (1213–1218)
- Laurentius (1218–1248)
- Juan Díaz (1249–1276)
- Pedro Yáñez de Novoa (1286–1308)
- Rodrigo Pérez (1310)
- Gonzalo Daza y Osorio (1311–1319)
- Gonzalo Pérez de Novoa (1320–1332)
- Vasco Pérez Mariño (1333–1343)
- Álvaro Pérez de Viedma (1343–1351)
- Juan Cardallac (1351–1361)
- Alfonso Pérez Noya (1362–1367)
- Juan García Manrique (1368–1376)
- García (1379–1382)
- Pascual García (1383–1390)
- Diego Anaya Maldonado (1390–1392)
- Pedro Díaz (1392–1408)
- Francisco Alfonso (1409–1419)
- Alfonso de Cusanza (1420–1424)
- Álvaro Pérez Barreguín (1424–1425)
- Diego Rapado (1425–1443)
- Juan de Torquemada OP (1443–1445)
- Pedro Silva (1447–1462)
- Alonso López de Valladolid (1466–1469)
- Diego de Fonseca (1471–1474)
- Antonio Pallavicini Gentili (1486–1507)
- Pedro Isaulles y Rijolis (1508–1511)
- Orlando Carretto della Rovere (1511–1512) (dann Erzbischof von Avignon)
- Orlando de la Rubiere (1511–1527)
- Fernando de Valdés y Salas (1530–1532) (dann Bischof von Oviedo)
- Rodrigo Mendoza Manrique (1532–1537) (dann Bischof von Salamanca)
- Antonio Ramírez de Haro (1537–1539) (dann Bischof von Ciudad Rodrigo)
- Fernando Niño de Guevara (1539–1542) (dann Erzbischof von Granada)
- Francisco Manrique de Lara (1542–1556) (dann Bischof von Salamanca, Haus Manrique de Lara)
- Francisco Blanco Salcedo (1556–1565) (dann Bischof von Málaga)
- Fernando Tricio Arenzana (1565–1578) (dann Bischof von Salamanca)
- Juan de Sanclemente Torquemada (1578–1587) (dann Erzbischof von Santiago de Compostela)
- Pedro González Acevedo (1587–1594) (dann Bischof von Plasencia)
- Miguel Ares Canaval (1594–1611)
- Sebastián Bricianos OFM (1611–1617)
- Pedro Ruiz Valdivieso (1617–1621)
- Juan de la Torre Ayala (1621–1626) (dann Bischof von Ciudad Rodrigo)
- Juan Venido Castilla OFM (1626–1631)
- Diego Zúñiga Sotomayor (1631–1634) (dann Bischof von Zamora)
- Luis García Rodríguez (1634–1637) (dann Bischof von Astorga)
- Juan Velasco Acevedo (1637–1642)
- Antonio Paiño Sevilla Osorio (1643–1653) (dann Bischof von Zamora)
- Alfonso de Sanvitores de la Portilla (1653–1659)
- José de la Peña (1659–1663)
- Francisco Rodríguez Castañón (1663–1667)
- Baltasar de los Reyes (1668–1673)
- Diego Ros de Medrano (1673–1694)
- Damián Cornejo (1694–1706)
- Juan Arteaga Dicastillo (11. April 1707 bis 17. September 1707)
- Marcelino Siuri Navarro (1708–1717) (dann Bischof von Córdoba)
- Juan Muñoz de la Cueva OSsT (1717–1728)
- Andrés Cid de San Pedro Fernández OCist (1728–1734)
- Ramón Francisco Agustín Eura OSA (1738–1763)
- Francisco Galindo Sanz OM (1764–1769)
- Alonso Francisco Arango (1769–1775)
- Pedro Benito Antonio Quevedo y Quintano (1776–1818)
- Dámaso Egidio Iglesias Lago (1818–1840)
- Juan Manuel Bedoya (1847) (Elekt)
- Pedro José Zarandia Endara (1847–1851) (dann Bischof von Huesca)
- Luis de la Lastra y Cuesta (1852–1857) (dann Erzbischof von Valladolid)
- José Avila Lamas (1857–1866)
- José La Cuesta Maroto (1866–1871)
- Cesáreo Rodrigo y Rodríguez (1875–1895)
- Pascual Carrascosa y Gabaldón (1895–1904)
- Eustaquio Ilundáin y Esteban (1904–1920) (dann Erzbischof von Sevilla)
- Florencio Cerviño y González (1921–1941)
- Francisco Blanco Nájera (1944–1952)
- Angel Temiño Sáiz (1952–1987)
- José Diéguez Reboredo (1987–1996) (dann Bischof von Tui-Vigo)
- Carlos Osoro Sierra (1996–2002) (dann Erzbischof von Oviedo)
- Luis Quinteiro Fiuza (2002–2010)
- José Leonardo Lemos Montanet (seit 2011)